# Carchitti
Carchitti è una frazione di 2 255 abitanti del comune di Palestrina, in provincia di Roma, nella regione Lazio.

## Geografia fisica
L'abitato, composto per lo più da abitazioni indipendenti e di modesto sviluppo in altezza, possiede circa 1 793 abitanti e sorge a 416 metri sul livello del mare a ridosso dei Colli Albani e a breve distanza dai Castelli Romani, mentre dista 8,37 chilometri dal centro abitato di Palestrina, 7,2 km dal centro di Zagarolo e circa 1 dall'altra frazione prenestina, Valvarino.
Carchitti è posta in posizione frontale rispetto al capoluogo comunale il quale invece sorge sulle pendici di origine calcarea del monte Ginestro, ai piedi dei Monti Prenestini, di fronte alla vasta pianura laziale, all'imbocco della Valle del Sacco e del Liri.

## Storia
La storia di questa frazione è abbastanza recente: a partire dalla fine del XIX secolo, a causa di una carestia che colpì le popolazioni che abitavano i vicini Monti Prenestini, un gruppo di agricoltori di Capranica Prenestina scelse di trasferirsi a valle in un territorio appartenente al comune di Palestrina, territorio più adatto all'agricoltura che prese la denominazione di Carchitti; i suoi abitanti si dedicarono quindi alla coltivazione delle fragole.
Come retaggio della sua storia recente, dunque, una delle principali attività economiche di questo piccolo centro è la produzione delle fragole, per la quale tale frazione è conosciuta nella zona anche grazie all'annuale Sagra delle Fragole di Carchitti, che nel 2016 ha raggiunto la trentottesima edizione.

## Infrastrutture e trasporti
Il centro abitato è prossimo alla autostrada A1, il cui casello più vicino è quello di San Cesareo, e alla Strada statale 6 Via Casilina (chilometro 33,700). La stazione ferroviaria più vicina è quella di Zagarolo tenuto conto che quella di Palestrina, distante poco meno di un chilometro, è stata soppressa dagli anni novanta.